# Станіслав Ярмунд
Станіслав Ярмунд гербу Кєрдея (пол. Stanisław Jarmund, 1824—1904) — польський інженер і учасник січневого повстання 1863 року. У 1863—1864 — комісар Польського національного уряду в Східній Галичині. Під час «весни народів» брав участь у революційних подіях в місті Влоцлавек (1848-1850).
Похований на Личаківському цвинтарі у Львові.